# Lijst van voorzitters van de Nationale Defensiecommissie van de Democratische Volksrepubliek Korea
De voorzitter van de Nationale Defensiecommissie van de Democratische Volksrepubliek Korea, opgeheven in 2016, was de machtigste persoon van Noord-Korea en daarmee de facto staatshoofd van het land. Sindsdien is er de Commissie voor Staatszaken.

## Voorzitters
- Kim Jong-il (1993-2011)
- Kim Jong-un (2012-2016)[1]

## Staatshoofd?
Er is tegenwoordig enige discussie gaande of de voorzitter van de Nationale Defensiecommissie mag worden omschreven als het staatshoofd van Noord-Korea, dit omdat volgens de grondwet wijlen Kim Il-sung nog steeds de president is. De macht is nu verdeeld over drie verschillende personen, te weten het hoofd van de regering, premier Pak Pong-ju, de voorzitter van het Presidium van de Opperste Volksvergadering, Kim Jong-nam en de voorzitter van de Nationale Defensiecommissie van de Democratische Volksrepubliek van Korea, Kim Jong-un. Officieel is de macht gelijk verdeeld over deze personen, maar de facto heeft Kim Jong-un alle macht in handen. Op 5 september 1998 werd echter wel een grondwetswijziging doorgevoerd waardoor de post van voorzitter van de Nationale Defensiecommissie werd aangewezen als het hoogste ambt, zonder daar verder enige betekenis aan te verbinden.

## Noot
1. ↑  DPRK's Kim Jong Un elected first chairman of National Defense Commission, People's Daily Online, 14 april 2012. Gearchiveerd op 27 februari 2014.

Tot 2016:
Sinds 2016: